# گرانیت (آیووا)
گرانیت (به انگلیسی: Granite) یک منطقهٔ مسکونی در ایالات متحده آمریکا است که در آیووا واقع شده‌است. گرانیت ۳۹۸٫۹۹ متر بالاتر از سطح دریا واقع شده‌است.